# Mathangwane
Mathangwane is een dorp in het district Central in Botswana. De plaats telt 5075 inwoners (2011).